# Suché Lazce
Suché Lazce (niem. Sucholasetz) – dzielnica miasta statutarnego Opawy, we wschodnich Czechach. Gmina katastralna ma powierzchnię 4,48 km² i znajduje się w południowo-wschodniej części miasta i ma charakter wiejski.

## Historia
Suché Lazce po raz pierwszy wzmiankowane zostały w 1377 w zdaniu zum Duren Lesk (niem. dürr – suchy, w średniowieczu nazywała się po niemiecku Dürnlosk), kiedy to podzielono księstwo raciborsko-opawskie pomiędzy synów Mikołaja II, choć stanowiła później tzw. morawską enklawę na Śląsku (bez przysiółka Přerovec, ale za to z niektórymi przyległymi częściami w innych gminach). W miejscowej gwarze laskiej nazwa wymawiana była jako Suche Łazce wywodzi się od słowa łaz oznaczającego trzebież w lesie przez wypalenia lub wykopanie (l.mn. w języku polskim łazy), przymiotnik Suchy dla odróżnienia od sąsiedniej samodzielnej gminy Mokré Lazce, leżącej niżej w (mokrej) dolinie rzeki Opawy.
W 1970 Suché Lazce utraciły Kravařov na rzecz miasta Opawa, następnie same zostały włączone do miasta w 1979.